# امانوئل رگو
امانوئل فرناندو شفر رگو (به انگلیسی: Emanuel Fernando Sheffer Rego) (زاده ۷ مهٔ ۱۹۷۳) یک بازیکن حرفه‌ای والیبال ساحلی اهل برزیل است. 
او به همراه با آلیسون سروتی مدال طلا بازی‌های المپیک تابستانی ۲۰۰۴ را به دست آورد.